# Больман, Ханс-Йоахим
Ханс-Йоахим Больман (нем. Hans-Joachim Bohlmann; 20 сентября 1937, Бреслау — 19 января 2009, Гамбург) — немецкий преступник-вандал, известный как Кислотный убийца.

## Преступная деятельность
Повредил пятьдесят шесть произведений искусства, включая церковные алтари и полотна таких мастеров как Альбрехт Дюрер, Рембрандт и других. Больман начал орудовать в Германии в конце 1970-х, выплёскивая серную кислоту на работы старых мастеров.